# Eleição municipal de Teresópolis em 2020
A eleição municipal de Teresópolis em 2020 ocorreu no dia 15 de novembro com o objetivo de eleger um prefeito, um vice-prefeito e 19 vereadores responsáveis pela administração da cidade, que se iniciará em 1° de janeiro de 2021 e com término em 31 de dezembro de 2024. No total, foram apresentadas sete candidaturas ao cargo de prefeito, uma a menos em relação a última eleição, e quatrocentos e cinquenta e oito candidaturas ao cargo de vereador representanto um aumento de cerca de 95% em relação a eleição anterior, quando foram apresentadas duzentas e trinta e quatro candidaturas.
Originalmente, as eleições ocorreriam em 4 de outubro, porém, com o agravamento da pandemia de COVID-19 no Brasil, as datas foram modificadas.
O prefeito titular Vinicius Claussen (PSC) foi reeleito com 56,17% dos votos, se tornando o mais votado da história do município.

## Contexto político e pandemia

### Instabilidade política no poder executivo
Teresópolis possui um histórico recente de instabilidade política no poder executivo. Desde a tragédia das chuvas de janeiro de 2011 até as eleições municipais de 2020, o município já teve oito prefeitos que se revezaram no cargo.
O então prefeito eleito em 2008, Jorge Mário Sedlacek foi afastado pela Câmara de Vereadores em 2 de agosto de 2011 sob acusação de desvio de recursos provenientes tragédia das chuvas. Ele tentou resistir a decisão permanecendo no cargo e cumprindo suas funções por três dias, mas acabou desistindo. O então vice Roberto José Pinto assumiu o cargo de forma excepcional e interina em 5 de agosto mas veio a falecer apenas dois dias depois, vítima de um ataque cardíaco. O então presidente da câmara Arlei de Oliveira Rosa assumiu imediatamente através do sufrágio universal direto, sendo o primeiro da linha sucessória. Jorge Mário foi destituído do cargo em que fora afastado definitivamente em 11 de novembro do mesmo ano.
No ano seguinte, as eleições municipais foram marcadas por mais instabilidade. Mário de Oliveira Tricano recebeu 27.672 votos (45,59%) contra 24.819 de Arlei Rosa. Apesar disso, os votos de Tricano não foram computados como "válidos" pelo Tribunal Regional Eleitoral (TRE) em decorrência de seu descumprimento com a Lei da Ficha Limpa, fato que concedeu a vitória para Arlei Rosa, segundo mais votado.
Em 1 de julho de 2015, Arlei teve suas contas referentes à sua candidatura nas eleições de 2012 reprovadas pela Câmara de Vereadores, tornando-o inelegível pelos 8 anos subsequentes. Em 18 de agosto de 2015 ele foi afastado do cargo por 90 dias pela Câmara de Vereadores, sob acusação de improbidade administrativa. O então vice Márcio Hastenreiter Catão assumiu, mas teve seu mandato interrompido por duas ocasiões através de duas liminares de Arlei Rosa: em 1 de setembro de 2015 (permanecendo no cargo por nove dias) e em 29 de setembro de 2015 (permanecendo no cargo por um mês). Em 29 de outubro de 2015, Arlei teve seu mandato definitivamente cassado pela Câmara de Vereadores por improbidade administrativa. Márcio Catão assumiu no mesmo dia, mas não teve muito tempo de mandato.
Mário Tricano conseguiu reconhecer sua vitória nas eleições de 2012 três anos mais tarde, após uma recontagem de votos que ocorreu em 20 de janeiro de 2016. Isto ocorreu graças a uma alteração na lei que permitiu que uma liminar fosse concedida. Ele assumiu no dia seguinte (21). Foi reeleito em 2 outubro com uma expressiva votação: 33.100 (41,33% dos votos) sendo superior a soma do segundo e terceiro colocados.
Em 23 de agosto de 2017, Tricano solicitou afastamento do cargo à Câmara de Vereadores por 180 dias para "[resolução de] assuntos de interesses particulares sem vencimentos". O então vice Sandro Dias assumiu o cargo em 28 de agosto de 2017 e tomou posse como prefeito. Mário Tricano retornou ao cargo em 15 de janeiro de 2018 e permaneceu até 4 de abril, após desistir, em 23 de março, da liminar que o mantinha no cargo. Após a renúncia de Mário Tricano e Sandro Dias, que governavam através de uma liminar, Pedro Gil Ferreira de Paula assumiu o cargo de prefeito através do sufrágio universal, sendo o primeiro da linha sucessória, na qualidade de presidente da Câmara de Vereadores.
Em decorrência destes eventos, foi convocada uma eleição suplementar pelo Tribunal Regional Eleitoral (TRE) em 18 de abril de 2018, que foi realizada em 3 de junho de 2018. Vinícius Claussen foi eleito com 23 500 votos, ante 23.478 votos do candidato Luiz Ribeiro, ou seja, uma diferença de 22 votos, concretizada em uma única urna, indicando a polarização que deve se repetir na eleição de 2020.

### Instabilidade política no poder legislativo
Em 25 de maio de 2018, a Operação Ananas (abacaxi em francês) do Ministério Público do Rio de Janeiro em conjunto com a Polícia Civil cumpriu seis mandados de prisão em desfavor de seis membros da legislatura municipal: Claudia Lauand, Eudilbelto José Reis, Leonardo Vasconcellos de Andrade, Luciano dos Santos Cândido, Rocsilvan Rezende da Rocha e Ronny Santos Carreiro. Eles foram presos sob acusação de associação criminosa para a prática dos crimes de concussão e peculato.
As investigações concluíram que os vereadores exigiram do ex-prefeito Mario de Oliveira Tricano a indicação de empresas a serem contratadas, sem a devida licitação, para realização dos serviços de iluminação pública, serviços cemiteriais, estacionamento rotativo pago e saneamento básico.
Este fato fez com que a Câmara praticamente paralisasse suas atividades, não aprovando projetos desde a prisão dos vereadores. Os suplentes não foram convocados porque os vereadores presos não foram exonerados, e sim, afastados, e os projetos não são aprovados por falta de quórum. O regimento interno da Câmara prevê que os suplentes só podem ser convocados após 120 dias em caso de afastamento.
De forma excepcional, os suplentes foram convocados em 27 de julho e assumiram em 2 de agosto em cerimônia na Câmara Municipal. A lista de suplentes é: João Miguel de Almeida Cruz, Ângelo Francisco Gallo, Alessandro Cahet, José Carlos Fita Nogueira, Hygor Gonçalves de Oliveira Faraco e Raimundo Martins Amorim.
Em 21 de setembro, os vereadores presos foram soltos através de um habeas corpus. O Superior Tribunal de Justiça (STJ) se baseou no parágrafo segundo do artigo 654 de processos penais e considerou que os vereadores estavam sofrendo uma coação ilegal. Mesmo após a soltura, os suplentes permaneceram em seus respectivos cargos. Apesar de terem sido presos e afastados de suas atribuições, os seis vereadores continuaram a receber seus salários mesmo com a posse dos suplentes, fazendo com que a Câmara Municipal tivesse 12 vereadores atuando e 18 recebendo.
Em 14 de agosto de 2019 os seis vereadores presos retornaram ao cargo.

### Pandemia de Covid-19
As eleições municipais de 2020 foram marcadas, antes mesmo de iniciada a campanha oficial, pela pandemia de COVID-19 no Brasil, o que fez com que os partidos remodelassem suas estratégias de pré-campanha. O Tribunal Superior Eleitoral (TSE) autorizou os partidos a realizarem as convenções para escolha de candidatos aos escrutínios por meio de plataformas digitais de transmissão, para evitar aglomerações que possam proliferar o coronavírus. Alguns partidos recorreram a mídias digitais para lançar suas pré-candidaturas. 

### Alterações na lei

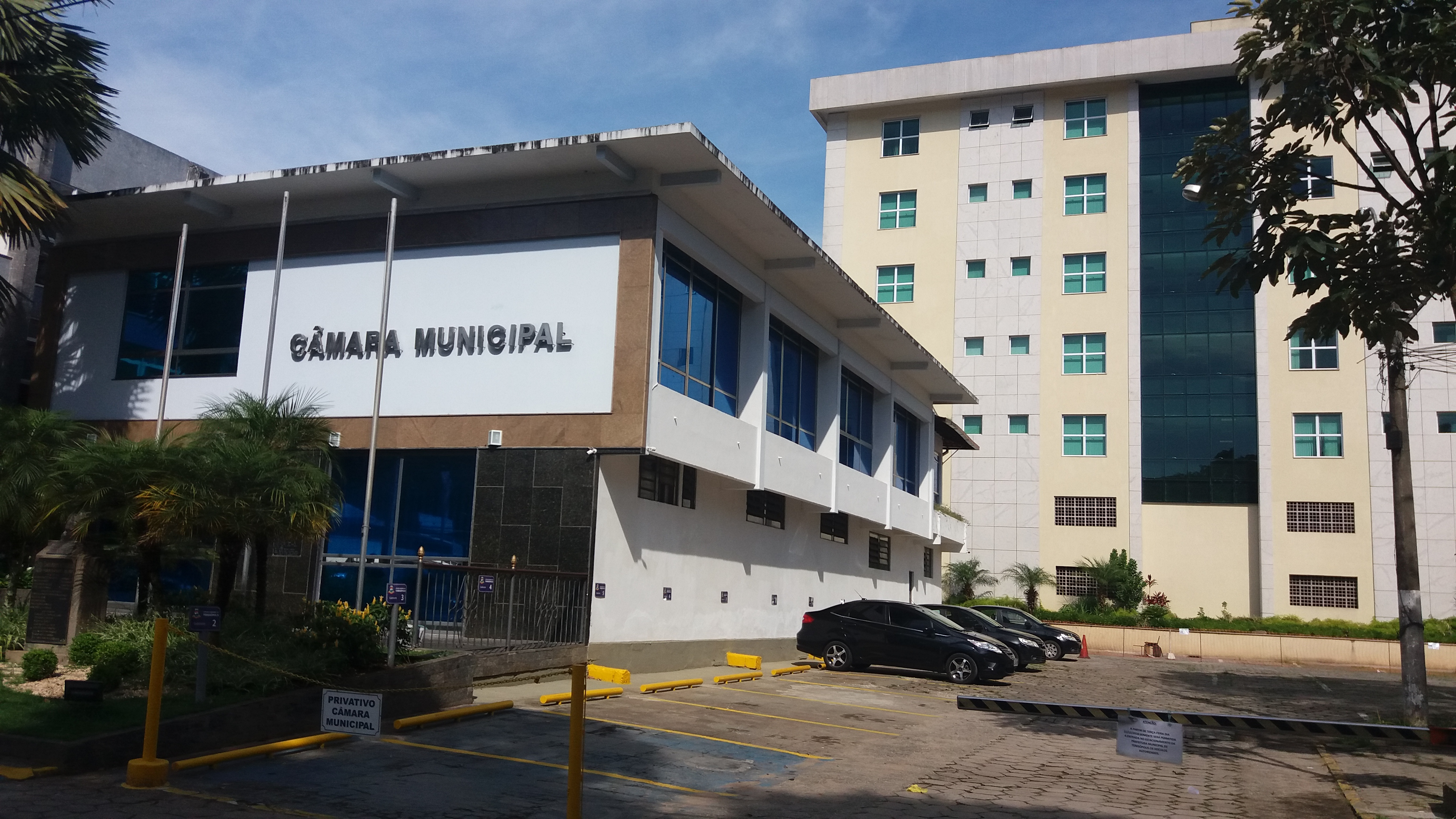
Prédio da Câmara Municipal de Teresópolis em janeiro de 2019, anterior a reforma para atender o aumento de vereadores aprovado no mês anterior.

A partir deste pleito será colocada em prática a Emenda Constitucional 97/2017, que proíbe a celebração de coligações partidárias para as eleições legislativas.
Em 11 de dezembro de 2018 foi aprovado por 11 votos a 1 o aumento do número de vereadores para as eleições 2020. A alteração, de acordo com o então presidente Pedro Gil, foi para atender a proporção de representantes ao número de moradores do município, obedecendo, assim, a Constituição Federal. O legislativo, a partir deste pleito, passará a ter 19 representantes, ante 12, como era desde 2005. Desde 1976, a Câmara Municipal de Teresópolis já alterou a quantidade de representantes seis vezes: 15 vereadores (1973—1982), 17 vereadores (1983—1992), 19 vereadores (1993—1996), 21 vereadores (1997—2004), 12 vereadores (2005—2020) e 19 vereadores (a partir de 2020).
Para atender a alteração no número de vereadores, o prédio principal da Câmara foi ampliado através de uma reforma.

## Candidaturas
O prazo para que os partidos apresentassem os pedidos de registro das candidaturas se encerrou em 26 de setembro. A partir desta data, as solicitações foram encaminhadas para a Justiça Eleitoral, responsável por julgar seu deferimento. Os requisitos de elegibilidade incluíam a nacionalidade brasileira, o pleno exercício dos direitos políticos, a filiação partidária e a idade mínima, de 18 anos para candidatos à vereança e 21 anos para postulantes ao executivo municipal.
A Justiça Eleitoral informa as candidaturas registradas através do Sistema de Divulgação de Candidaturas (DivulgaCand). Nele, dentre os dados divulgados, estão: identificação básica (como nome, data de nascimento, naturalidade, cor e grau de instrução), partido político, número eleitoral, situação do registro de candidatura, declaração de bens, certidões criminais e sítios eletrônicos, incluindo as redes sociais.
| Candidaturas nas últimas eleições municipais de Teresópolis | Candidaturas nas últimas eleições municipais de Teresópolis | Candidaturas nas últimas eleições municipais de Teresópolis | Candidaturas nas últimas eleições municipais de Teresópolis | Candidaturas nas últimas eleições municipais de Teresópolis |
| Ano                                                         | Executivo                                                   | Legislativo                                                 | Legislativo                                                 | Legislativo                                                 |
| Ano                                                         | Executivo                                                   | Total                                                       | Número de vagas                                             | Quantidade de candidatos por vaga                           |
| ----------------------------------------------------------- | ----------------------------------------------------------- | ----------------------------------------------------------- | ----------------------------------------------------------- | ----------------------------------------------------------- |
| 2020                                                        | 7                                                           | 458                                                         | 19                                                          | ±24,1                                                       |
| 2016                                                        | 8                                                           | 234                                                         | 12                                                          | ±19,5                                                       |
| 2012                                                        | 8                                                           | 299                                                         | 12                                                          | ±24,92                                                      |
| 2008                                                        | 3                                                           | 172                                                         | 12                                                          | ±14,3                                                       |
| 2004                                                        | 6                                                           | 239                                                         | 21                                                          | ±11,38                                                      |
| Fonte: Tribunal Superior Eleitoral.                         |                                                             |                                                             |                                                             |                                                             |

### Candidatos a prefeito
| Candidato(a) a prefeito(a)                     | Candidato(a) a prefeito(a) | Candidato(a) a prefeito(a) | Candidato(a) a vice-prefeito(a) | Nº | Coligação/Partido                                                           |
| ---------------------------------------------- | -------------------------- | -------------------------- | ------------------------------- | -- | --------------------------------------------------------------------------- |
|                                                |                            | Alex Castellar DEM         | José Mário DEM                  | 25 | Democratas DEM                                                              |
|                                                |                            | Geraldo Menezes PDT        | Gilberto Prado PDT              | 12 | Partido Democrático Trabalhista PDT                                         |
|                                                |                            | Leandro Neves Avante       | Norma Lima Avante               | 70 | Avante                                                                      |
|                                                |                            | Luiz Ribeiro PSDB          | Leide Aparecida Gomes PSL       | 45 | Teresópolis para todos PSDB, Republicanos, PV, DC, PODE, PL, PSL, PROS, MDB |
|                                                |                            | Pedro Gil Patriota         | Roberto Pereira Patriota        | 51 | Patriota                                                                    |
|                                                |                            | Rodrigo Koblitz PSOL       | Adriana Paganote PSOL           | 50 | Partido Socialismo e Liberdade PSOL                                         |
|                                                |                            | Vinicius Claussen PSC      | Ari Boulanger PSC               | 20 | Aliança Terê do Bem Cidadania, PSD, PSC, Solidariedade                      |
| Apresentação de acordo com a ordem alfabética. |                            |                            |                                 |    |                                                                             |

### Candidatos a vereador
| Partido Político | Partido Político                                      | Número | Candidatos | Candidatos  | Candidatos  |
| Partido Político | Partido Político                                      | Número | Total      | Homens      | Mulheres    |
| --- | ----------------------------------------------------- | ------ | ---------- | ----------- | ----------- |
| | Avante                                                | 70xxx  | 29         | 20          | 9           |
| | Cidadania                                             | 23xxx  | 29         | 20          | 9           |
| | Democracia Cristã (DC)                                | 27xxx  | 29         | 20          | 9           |
| | Democratas (DEM)                                      | 25xxx  | 27         | 18          | 9           |
| | Movimento Democrático Brasileiro (MDB)                | 15xxx  | -          | -           | -           |
| | Partido Comunista Brasileiro (PCB)                    | 21xxx  | -          | -           | -           |
| | Partido Comunista do Brasil (PCdoB)                   | 65xxx  | -          | -           | -           |
| | Partido da Causa Operária (PCO)                       | 29xxx  | -          | -           | -           |
| | Partido da Mobilização Nacional (PMN)                 | 33xxx  | -          | -           | -           |
| | Partido da Mulher Brasileira (PMB)                    | 35xxx  | 29         | 20          | 9           |
| | Partido da Social Democracia Brasileira (PSDB)        | 45xxx  | 25         | 18          | 7           |
| | Partido Democrático Trabalhista (PDT)                 | 12xxx  | 25         | 17          | 8           |
| | Partido dos Trabalhadores (PT)                        | 13xxx  | -          | -           | -           |
| | Partido Liberal (PL)                                  | 22xxx  | -          | -           | -           |
| | Partido Novo (NOVO)                                   | 30xxx  | -          | -           | -           |
| | Partido Renovador Trabalhista Brasileiro (PRTB)       | 28xxx  | -          | -           | -           |
| | Partido Republicano da Ordem Social (PROS)            | 90xxx  | 23         | 16          | 7           |
| | Partido Social Cristão (PSC)                          | 20xxx  | 20         | 14          | 6           |
| | Partido Social Democrático (PSD)                      | 55xxx  | 22         | 13          | 9           |
| | Partido Social Liberal (PSL)                          | 17xxx  | 23         | 16          | 7           |
| | Partido Socialismo e Liberdade (PSOL)                 | 50xxx  | 8          | 5           | 3           |
| | Partido Socialista Brasileiro (PSB)                   | 40xxx  | -          | -           | -           |
| | Partido Socialista dos Trabalhadores Unificado (PSTU) | 16xxx  | -          | -           | -           |
| | Partido Trabalhista Brasileiro (PTB)                  | 14xxx  | 17         | 11          | 6           |
| | Partido Trabalhista Cristão (PTC)                     | 36xxx  | -          | -           | -           |
| | Partido Verde (PV)                                    | 43xxx  | 23         | 16          | 7           |
| | Patriota                                              | 51xxx  | 29         | 20          | 9           |
| | Podemos                                               | 19xxx  | 24         | 16          | 8           |
| | Progressistas                                         | 11xxx  | 27         | 19          | 8           |
| | Republicanos                                          | 10xxx  | 29         | 20          | 9           |
| | Solidariedade                                         | 77xxx  | 20         | 14          | 6           |
| | Unidade Popular (UP)                                  | 80xxx  | -          | -           | -           |
| Total | Total                                                 | Total  | 458        | 313 (67.9%) | 145 (32.1%) |
| Apresentação dos partidos de acordo com a ordem alfabética. Esta lista apresenta apenas a informação da quantidade de candidatos de cada partido. A lista completa e detalhada dos candidatos está presente neste link. Foi considerado todos os partidos políticos com o direito de lançar candidaturas reconhecido pelo Tribunal Superior Eleitoral (TSE). |                                                       |        |            |             |             |

## Resultado

### Prefeito
| Candidato(a)             | Vice                       | Votos recebidos | Votos recebidos |
| Candidato(a)             | Vice                       | Total           | Percentagem     |
| ------------------------ | -------------------------- | --------------- | --------------- |
| Vinicius Claussen (PSC)  | Ari Boulanger (PSC)        | 45 484          | 56,17%          |
| Luiz Ribeiro (PSDB)      | Leide Aparecida (PSL)      | 23 736          | 29,31%          |
| Pedro Gil (Patriota)     | Roberto Pereira (Patriota) | 3 162           | 3,90%           |
| Alex Castellar (DEM)     | José Mário (DEM)           | 3 084           | 3,81%           |
| Leandro Neves (Avante)   | Norma Lima (Avante)        | 3 029           | 3,74%           |
| Geraldo Menezes (PDT)    | Gilberto Prado (PDT)       | 1 328           | 1,64%           |
| Rodrigo Koblitz (PSOL)   | Adriana Paganote (PSOL)    | 1 154           | 1,43%           |
| → Total de votos válidos | → Total de votos válidos   | 80.977          | 87,90%          |
| → Votos em branco        | → Votos em branco          | 3.666           | 3,98%           |
| → Votos nulos            | → Votos nulos              | 7.479           | 8,12%           |
| Total                    | Total                      | 92.122          | 67,21%          |
| Abstenções               | Abstenções                 | 33.203          | 26,49%          |
| Eleitorado apto          | Eleitorado apto            | 125.325         | 125.325         |

### Vereadores eleitos
Com a reforma política ocorrida em 2017, esta foi a primeira eleição em que não houve coligações proporcionais, ou seja, os candidatos representaram unicamente suas siglas e elas elegeram suas bancadas individualmente.
| Nome completo do candidato(a) | Nome completo do candidato(a)         | Conhecido(a) como        | Partido                  | Votos                    | %                        | Cidade de origem         | Ocupação anterior                                | Escolaridade                  | Ref.    |
| ----------------------------- | ------------------------------------- | ------------------------ | ------------------------ | ------------------------ | ------------------------ | ------------------------ | ------------------------------------------------ | ----------------------------- | ------- |
|                               | Fabio Branco Da Cruz                  | Fabinho Filé             | PODE                     | 1.935                    | 2,32%                    | Teresópolis              | Produtor Agropecuário                            | Ensino Fundamental Completo   | [ 70 ]  |
|                               | Paulo Henrique Teixeira Nogueira      | Paulinho Nogueira        | PSC                      | 1.694                    | 2,03%                    | Teresópolis              | Servidor Público Municipal                       | Ensino Médio Completo         | [ 71 ]  |
|                               | Carlos Eduardo Pimentel Barbosa       | Dudu do Resgate          | Solidariedade            | 1.380                    | 1,66%                    | Teresópolis              | Vereador                                         | Ensino Médio Completo         | [ 72 ]  |
|                               | Erika Maria Rebello Marra             | Erika Marra              | PSD                      | 1.221                    | 1,47%                    | Teresópolis              | Professora e instrutora de formação profissional | Superior Completo             | [ 73 ]  |
|                               | Diego Barbosa Araújo                  | Diego Barbosa            | Cidadania                | 1.112                    | 1,33%                    | Teresópolis              | Agricultor                                       | Ensino Médio Completo         | [ 74 ]  |
|                               | José Leonardo Vasconcellos de Andrade | Leonardo Vasconcellos    | DC                       | 1.101                    | 1,32%                    | Teresópolis              | Vereador                                         | Superior Completo             | [ 75 ]  |
|                               | José Carlos Fita Nogueira             | José Carlos da Estufa    | PSC                      | 1.100                    | 1,32%                    | Teresópolis              | Agricultor                                       | Ensino Fundamental Incompleto | [ 76 ]  |
|                               | Marcos Rangel Schwenck de Moura       | Rangel                   | Progressistas            | 1.054                    | 1,26%                    | Teresópolis              | Policial Militar                                 | Ensino Médio Completo         | [ 77 ]  |
|                               | Luciano dos Santos Candido            | Luciano Santos           | Republicanos             | 972                      | 1,17%                    | Rio de Janeiro           | Vereador                                         | Superior Completo             | [ 78 ]  |
|                               | Raimundo Martins Amorim               | Doutor Raimundo Amorim   | Patriota                 | 902                      | 1,08%                    | Nova Russas              | Médico                                           | Superior Completo             | [ 79 ]  |
|                               | Amós Da Silva Laurindo                | Amós Laurindo            | Democratas               | 888                      | 1,07%                    | Teresópolis              | Administrador                                    | Superior Completo             | [ 80 ]  |
|                               | Fidel Mendes Faria                    | Fidel Faria              | PV                       | 818                      | 0,98%                    | Teresópolis              | Técnico de Laboratório e Raios X                 | Ensino Médio Completo         | [ 81 ]  |
|                               | Paulo Sérgio da Silva                 | Teco Despachante         | Cidadania                | 818                      | 0,98%                    | Teresópolis              | Despachante                                      | Superior Completo             | [ 82 ]  |
|                               | Mauricio Lopes dos Santos             | Mauricio Lopes           | Democratas               | 786                      | 0,94%                    | Teresópolis              | Vereador                                         | Superior Completo             | [ 83 ]  |
|                               | Bruno Almeida Pereira                 | Bruninho Almeida         | PSDB                     | 782                      | 0,94%                    | Teresópolis              | Agricultor                                       | Ensino Médio Completo         | [ 84 ]  |
|                               | João Miguel De Almeida Cruz           | João Miguel              | PSDB                     | 736                      | 0,88%                    | Sumidouro                | Empresário                                       | Ensino Fundamental Incompleto | [ 85 ]  |
|                               | Geraldo Ademir Dos Santos             | Ademir Enfermeiro        | PMB                      | 708                      | 0,85%                    | Bicas                    | Enfermeiro                                       | Superior Completo             | [ 86 ]  |
|                               | Gustavo Santos de Simas               | Gustavo Simas            | PSL                      | 631                      | 0,76%                    | Teresópolis              | Garçom                                           | Ensino Médio Completo         | [ 87 ]  |
|                               | Elias Maia da Silva                   | Elias Maia               | PMB                      | 620                      | 0,74%                    | Teresópolis              | Empresário                                       | Ensino Fundamental Incompleto | [ 88 ]  |
| → Total de votos válidos      | → Total de votos válidos              | → Total de votos válidos | → Total de votos válidos | → Total de votos válidos | → Total de votos válidos | → Total de votos válidos | 82.510                                           | 89,57%                        | 89,57%  |
| → Votos em branco             | → Votos em branco                     | → Votos em branco        | → Votos em branco        | → Votos em branco        | → Votos em branco        | → Votos em branco        | 3.453                                            | 3,75%                         | 3,75%   |
| → Votos nulos                 | → Votos nulos                         | → Votos nulos            | → Votos nulos            | → Votos nulos            | → Votos nulos            | → Votos nulos            | 5.346                                            | 5,80%                         | 5,80%   |
| Total                         | Total                                 | Total                    | Total                    | Total                    | Total                    | Total                    | 92.122                                           | 67,21%                        | 67,21%  |
| Abstenções                    | Abstenções                            | Abstenções               | Abstenções               | Abstenções               | Abstenções               | Abstenções               | 33.203                                           | 26,49%                        | 26,49%  |
| Eleitorado apto               | Eleitorado apto                       | Eleitorado apto          | Eleitorado apto          | Eleitorado apto          | Eleitorado apto          | Eleitorado apto          | 125.325                                          | 125.325                       | 125.325 |